# دكتور آلبن

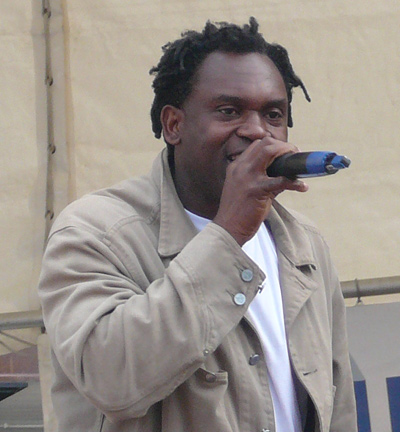
دكتور آلبن

دكتور آلبن (بالإنجليزية: Dr. Alban) (مواليد: 26 أغسطس 1957)، مغني سويدي من أصول نيجيرية، ذاع صيته عالميًا، واشتهر بموسيقى الهيب هوب، لاقت أغنيته "It's My Life" انتشارًا كبيرًا في تسعينيات القرن العشرين.

## روابط خارجية
- دكتور آلبن على موقع IMDb (الإنجليزية)
- دكتور آلبن على موقع ميوزك برينز (الإنجليزية)
- دكتور آلبن على موقع أول ميوزيك (الإنجليزية)
- دكتور آلبن على موقع ديسكوغز (الإنجليزية)